# 500 ngày yêu
500 ngày yêu (tựa gốc tiếng Anh: (500) Days of Summer) là một bộ phim điện ảnh thuộc thể loại hài lãng mạn của Mỹ sản xuất năm 2009. Kịch bản được viết bởi Scott Neustadter và Michael H. Weber; Marc Webb là đạo diễn. Phim được sản xuất bởi Mark Waters, với sự tham gia của các ngôi sao Joseph Gordon-Levitt và Zooey Deschanel. (500) Days of Summer được kể bằng cấu trúc không theo trình tự thời gian, với câu chuyện dựa trên lời kể của nhân vật nam chính và man theo những hồi tưởng của anh về một tình yêu không thành. Những cảnh quay đầu tiên được bắt đầu vào tháng 4 năm 2008 tại Los Angeles, California.
Là một sản phẩm sản xuất độc lập, bộ phim được phân phối bởi Fox Searchlight Pictures và công chiếu tại Liên hoan phim Sundance năm 2009. Bộ phim được khán giả đánh giá cao và nhận được sự hoan nghênh nhiệt liệt tại liên hoan phim. Sau đó tiếp tục phát hành rộng rãi tại Mỹ vào ngày 7 tháng 8 năm 2009, ngày 2 tháng 9 năm 2009 ở Vương quốc Anh và Ireland, và ngày 17 tháng 9 năm 2009 tại Úc.
(500) Days of Summer đạt được thành công rộng khắp. Bộ phim nhận được nhiều lời khen ngợi và có được một số thành công nhất định: thu về trên 60 triệu $ trên toàn thế giới, vượt xa ngân sách có vẻn vẹn 7,5 triệu $. Nhiều nhà phê bình khen ngợi bộ phim như một trong những sản phẩm tốt nhất của năm 2009, xuất hiện nhiều trong các danh sách cuối năm và tạo nên những so sánh với các bộ phim nổi tiếng khác như Annie Hall và High Fidelity.
Bộ phim cũng nhận được nhiều giải thưởng và đề cử, bao gồm Scott Neustadter và Michael H. Weber nhận được giải Satellite Award năm 2009 cho Kịch bản gốc xuất sắc nhất và giải thưởng Independent Spirit cho Kịch bản xuất sắc nhất. Đề cử đáng chú ý là Giải Quả cầu vàng cho phim ca nhạc hoặc phim hài hay nhất tại lễ trao giải lần thứ 67 tại Los Angeles (giải thưởng sau đó dành cho The Hangover) và một đề cử cho Joseph Gordon-Levitt cho Nam diễn viên xuất sắc nhất (Phim ca nhạc hoặc Hài kịch) (giải thưởng sau đó dành cho Robert Downey, Jr. trong Sherlock Holmes).

## Tóm tắt
Vì bộ phim không kể theo trình tự thời gian nên phần tóm tắt không thể hiện đúng được giá trị kịch bản của bộ phim.
Vào mùng 8 tháng 1, Tom Hansen (Joseph Gordon-Levitt) gặp Summer Finn (Zooey Deschanel), thư ký mới của ông chủ anh. Tom có tay nghề về kiến trúc nhưng lại làm ở một công ty viết thiếp ở Los Angeles. Sau một đêm karaoke, bạn của Tom và đồng nghiệp McKenzie (Geoffrey Arend) phát hiện ra rằng Tom thích Summer. Vài tháng sau Summer và Tom thân thiết hơn, mặc dù Summer đã nói với Tom rằng cô không tin vào tình yêu đích thực, và không muốn có bạn trai.
Tom chỉ cho Summer nơi ưa thích của anh trong thành phố, nơi nhìn được các cao ốc mà anh thích, mặc dù tầm nhìn xấu đi bởi những bãi đỗ xe. Sau vài tháng hẹn hò, Tom đánh nhau với một người đàn ông tán tỉnh Summer, và họ cãi nhau lần đầu tiên. Vào ngày thứ 290, Summer và Tom kết thúc mối quan hệ sau khi họ xem The Graduate, một bộ phim mà Tom nghĩ rằng đó là tình yêu đích thực. Tom chưa thể vượt qua nỗi đau, và bạn của Tom gọi em gái, Rachel, để giúp Tom nguôi đi.
Summer bỏ việc ở công ty thiếp. Ông chủ của Tom chuyển anh về bộ phận làm thiếp an ủi, bởi sự suy sụp của anh không thích hợp cho những sự kiện vui. Nhiều tháng sau, Summer và Tom tham gia vào một bữa tiệc cưới của đồng nghiệp, họ nhảy ở bữa tiệc và Summer bắt được bó hoa. Họ ngồi cạnh nhau trong chuyến đi về nhà, và Summer mời Tom đến một bữa tiệc tại nhà cô. Anh có mặt ở bữa tiệc, nhưng rời đi khi thấy Summer đeo một chiếc nhẫn đính hôn. Tom rơi vào trạng thái suy nhược, chỉ rời căn hộ của anh để uống rượu. Sau vài ngày, anh trở lại làm việc với sự suy sụp và sau một lần bùng nổ cảm xúc, anh bỏ việc. Anh quyết định cống hiến mình cho kiến trúc, lập danh sách các công ty, và bắt đầu đi phỏng vấn.
Vào ngày 488, Summer gặp Tom ở nơi ưa thích của anh trong thành phố, và họ nói chuyện. Tom không hiểu nổi cô qua những hành động của cô. Summer giải thích rằng anh đã đúng về tình yêu đích thực và rằng cô đã tìm thấy tất cả những cảm xúc cô không rõ ràng với Tom, ở một người khác. Summer nắm tay Tom. Cô nói cô vui vì thấy anh vẫn khỏe. Khi rời đi Tom trả lời anh rất mong rằng cô hạnh phúc.
12 ngày sau, vào thứ tư, 23 tháng 5, Tom có mặt ở một cuộc phỏng vấn và gặp một cô gái cũng xin vào vị trí tương tự. Họ nói chuyện, và Tom thấy cô cũng chia sẻ nơi ưa thích của anh và không thích những chỗ đậu xe. Trước khi tham gia phỏng vấn, anh mời cô một cốc cà phê sau phỏng vấn. Anh hỏi tên cô, và cô đáp "Autumn" (mùa thu).

## Diễn viên
- Joseph Gordon-Levitt vai Tom Hansen, một nhà thiết kế làm việc tại một công ty thiệp chúc mừng.
- Zooey Deschanel vai Summer Finn, trợ lý của ông chủ Tom và là tình yêu của Tom.
- Chloë Moretz vai Rachel Hansen, em gái của Tom. Cô động viên Tom trong những lúc khó khăn.
- Geoffrey Arend vai McKenzie, đồng nghiệp của Tom tại công ty thiệp chúc mừng.
- Matthew Gray Gubler vai Paul, một trong những người bạn của Tom.
- Clark Gregg vai Vance, ông chủ của Tom.
- Rachel Boston vai Alison, cô gái trong buổi hẹn của Tom.
- Minka Kelly vai Autumn.
- Maile Flanagan vai Rhoda.
- Patricia Belcher vai Millie.
- Olivia Bagg vai Summer lúc nhỏ.
- Giọng kể bởi Richard McGonagle.

## Đón nhận

### Doanh thu
Sau khi được ra mắt một cách hạn chế tại Mỹ, bộ phim được kỳ vọng sẽ trở thành "bộ phim độc lập đột phá của mùa hè". Sau một tuần công chiếu, doanh thu của bộ phim đã gấp 27 lần kinh phí thực hiện, biến bộ phim trở thành một trong những bộ phim ít được quảng bá thành công nhất năm. Tính đến ngày 8 tháng 9 năm 2009, bộ phim đã thu về 1.9 triệu $ từ 318 rạp chiếu phim tại Vương quốc Anh. Đó có thể coi là một buổi ra mắt thành công của hãng Fox Searchlight khi thu về một nửa doanh thu của bộ phim bom tấn giả tưởng District 9 với 3.5 triệu $. Đến ngày 25 tháng 2 năm 2010, bộ phim đã thu về 32,391,374 $ tại Mỹ và Canada cũng như 60,722,734$ trên toàn thế giới.

## Giải thưởng
| Giải thưởng                                   | Giải thưởng                                         | Giải thưởng                                        | Giải thưởng         |
| Giải thưởng                                   | Hạng mục                                            | Cá nhân                                            | Outcome             |
| --------------------------------------------- | --------------------------------------------------- | -------------------------------------------------- | ------------------- |
| Broadcast Film Critics Association            | Phim hài xuất sắc nhất                              | Phim hài xuất sắc nhất                             | Đề cử               |
| Broadcast Film Critics Association            | Kịch bản gốc xuất sắc nhất                          | Scott Neustadter Michael H. Weber                  | Đề cử               |
| Chicago Film Critics Association              | Nhà làm phim triển vọng                             | Marc Webb                                          | Đề cử               |
| Chlotrudis Society for Independent Film       | Kịch bản gốc xuất sắc nhất                          | Scott Neustadter Michael H. Weber                  | Đề cử               |
| Denver Film Critics Society                   | Kịch bản gốc xuất sắc nhất                          | Scott Neustadter Michael H. Weber                  | Đề cử               |
| Detroit Film Critics Society                  | Phim xuất sắc nhất                                  | Phim xuất sắc nhất                                 | Đề cử               |
| Detroit Film Critics Society                  | Đạo diễn xuất sắc nhất                              | Marc Webb                                          | Đề cử               |
| Detroit Film Critics Society                  | Nam diễn viên xuất sắc nhất                         | Joseph Gordon-Levitt                               | Đề cử               |
| Golden Globe Awards                           | Best Motion Picture – Musical or Comedy             | Best Motion Picture – Musical or Comedy            | Đề cử               |
| Golden Globe Awards                           | Best Actor – Motion Picture Musical or Comedy       | Joseph Gordon-Levitt                               | Đề cử               |
| Hollywood Film Festival Award                 | Biên kịch đột phá                                   | Scott Neustadter Michael H. Weber                  | Đoạt giải           |
| Houston Film Critics Society                  | Phim xuất sắc nhất                                  | Phim xuất sắc nhất                                 | Đề cử               |
| Independent Spirit Award                      | Best Feature                                        | Best Feature                                       | Đề cử               |
| Independent Spirit Award                      | Best Screenplay                                     | Scott Neustadter Michael H. Weber                  | Đoạt giải           |
| Independent Spirit Award                      | Best Male Lead                                      | Joseph Gordon-Levitt                               | Đề cử               |
| Indiana Film Critics Association              | Top 10 phim của năm                                 | Top 10 phim của năm                                | Top 10 phim của năm |
| Las Vegas Film Critics Society                | Best Screenplay                                     | Scott Neustadter Michael H. Weber                  | Đoạt giải           |
| National Board of Review                      | Top 10 phim của năm                                 | Top 10 phim của năm                                | Top 10 phim của năm |
| National Board of Review                      | Best Directorial Debut                              | Marc Webb                                          | Đoạt giải           |
| Oklahoma Film Critics Circle                  | Phim xuất sắc nhất                                  | Phim xuất sắc nhất                                 | Đề cử               |
| Oklahoma Film Critics Circle                  | Kịch bản gốc xuất sắc nhất                          | Scott Neustadter Michael H. Weber                  | Đoạt giải           |
| People's Choice Award                         | Favorite Independent Movie                          | Favorite Independent Movie                         | Đề cử               |
| San Diego Film Critics Society                | Best Editing                                        | Alan Edward Bell                                   | Đoạt giải           |
| Satellite Award                               | Top 10 phim của năm                                 | Top 10 phim của năm                                | Top 10 phim của năm |
| Satellite Award                               | Best Original Screenplay                            | Scott Neustadter Michael H. Weber                  | Đoạt giải           |
| Satellite Award                               | Best Actress in a Motion Picture, Comedy or Musical | Zooey Deschanel                                    | Đề cử               |
| Southeastern Film Critics Association         | Top 10 phim của năm                                 | Top 10 phim của năm                                | Top 10 phim của năm |
| Southeastern Film Critics Association         | Best Original Screenplay                            | Scott Neustadler Michael H. Weber                  | Đoạt giải           |
| St. Louis Gateway Film Critics Association    | Best Film                                           | Best Film                                          | Đề cử               |
| St. Louis Gateway Film Critics Association    | Phim hài xuất sắc nhất                              |                                                    | Đề cử               |
| St. Louis Gateway Film Critics Association    | Best Screenplay                                     | Scott Neustadter Michael H. Weber                  | Đoạt giải           |
| St. Louis Gateway Film Critics Association    | Phim sáng tạo, đột phá hay nguyên bản nhất          | Phim sáng tạo, đột phá hay nguyên bản nhất         | Đề cử               |
| St. Louis Gateway Film Critics Association    | Phân đoạn được yêu thích                            | "'Expectations vs. reality' split-screen sequence" | Đề cử               |
| St. Louis Gateway Film Critics Association    | Phân đoạn được yêu thích                            | "'Morning after' dance number"                     | Đề cử               |
| Utah Film Critics Association                 | Kịch bản xuất sắc nhất                              | Scott Neustadter Michael H. Weber                  | Đề cử               |
| Washington D.C. Area Film Critics Association | Kịch bản gốc xuất sắc nhất                          | Scott Neustadter Michael H. Weber                  | Đề cử               |